# Замок Сіддонс-тауер
Замок Сіддонс-тауер (англ. Siddon's Tower) — один із замків Ірландії, розташований в грфстві Корк, біля міста Мідлетон. Вежа побудована з дикого каменю — вапняку та червоної цегли.

## Історія замку Сіддонс-тауер
Нині замок лежить в руїнах. Ця будівля є частиною колись міцних оборонних споруд маєтку Ростеллан. Замок був побудований в 1727 році Мурроу О'Браєном — V графом Інчіквін, Х бароном Інчіквін, І маркізом Томонд, нащадком Мурроу Мак Дермода Інчіквіна, що за століття до цього володів замком Дунгарван.
Вежа кругла в плані, була побудована біля західної стіни маєтку на березі моря. По обидві сторони вежі збереглися залишки стіни.
Вежа мала кілька вікон, що не збереглися. Нині башта дуже сильно зруйнована. Башта була названа на честь актриси валлійського походження — Сари Сіддонс (1755—1831). Вона відвідувала маєток Ростеллан. Сара була відомою актрисою в Лондоні — грала в багатьох п'єсах Шекспіра.